# 恋愛ラボ
『恋愛ラボ』（ラブラボ）は、宮原るりによる日本の4コマ漫画作品。タイトルロゴには「LOVE LAB」という英字表記が併記されている。
単行本全15巻。また、2009年12月23日にフロンティアワークスからドラマCDが発売され、2013年7月から9月までMBS『アニメイズム』ほかでテレビアニメが放送された。

## 概要
世間で「お嬢様学校」と呼ばれる名門校「私立藤崎女子中学」（略称：藤女）の生徒会執行部は、会長の意向により「恋愛を研究する」場でもあった。後に『恋愛ラボ』（ラボ=laboratry:研究所）と呼ばれるようになる「恋に恋する乙女たち」生徒会メンバーの恋愛研究とその実践ぶりをコミカルに描く。
『まんがホーム』（芳文社）にて2006年11月号にゲスト掲載された後、翌12月号から2010年9月号まで連載。同社の『コミックエール!（『まんがタイムきららキャラット』増刊）にもVol.1（2007年5月発売号）ゲストの後、Vol.6（2008年5月発売号）よりVol.12（2009年5月発売号）まで連載されていたが、同誌の休刊により『まんがタイムスペシャル』に移籍し、2009年10月号から2019年12月号まで連載（2010年2 - 3月号休載、同4月号 - 8月号は隔月連載、同10月号より毎月連載）。他に、『まんがタイムオリジナル』『まんがタイム』でのゲスト掲載歴、『まんがタイムコレクション』での描き下ろしがあり、『まんがホーム』でも連載終了後の2010年10月号・11月号に「特別編」が掲載された。なお、『まんがタイム』では2013年1月号より11月号まで集中連載（ストーリー形式であるが、同年5月号は通常の4コマ形式）が行なわれた。同作者の別作品『みそララ』と世界観を共有しており、登場人物に関係者などがいる。この他、一部登場人物は宮原が『ヤングキングアワーズ』（少年画報社）にて連載している『僕らはみんな河合荘』の同誌2013年10月号掲載分にコラボ作のゲストとして、また逆に『河合荘』の人物が『まんがタイムスペシャル』2014年6月号でのコラボ作にそれぞれ登場している。
2誌並行連載中は、『まんがホーム』と『コミックエール!』（→『まんがタイムスペシャル』）ではそれぞれ展開の中心となるテーマが異なっており、前者が生徒会メンバー内のやりとりを中心とした「研究編」であるのに対して後者はリコの通う塾の生徒を中心とした男女のラブコメの要素が強く、「実践編」と呼ばれていた。『スペシャル』単独掲載になってからしばらくは前半が「研究編」、後半が「実践編」というような形態を取っていたが、それ以降は2つのストーリーを一本化している。
本編は概ね4コマ漫画の形態だが、「特別編」などはストーリー型式を取っている。
開始前のプロットでは「商業高校の部活動を舞台に『恋愛研究』をする作品」を予定していたが、当時似たような設定の別作者の漫画が連載を開始したためこれを練り直し、「中学校&世間から隔離されたお嬢様学校で妄想が飛躍していた方がギャグ漫画として面白い」という理由で現在の形となった。

## 登場人物
声優はドラマCD / テレビアニメの順。声優が1人だけの表記の場合は、テレビアニメ版のみの登場であることを示す。

### 藤女生徒会執行部メンバー
倉橋 莉子（くらはし りこ）
声 - 釘宮理恵 / 沼倉愛美
通称「リコ」。本作の主人公。2年3組の女子生徒。生徒会会長補佐。4月3日生まれ。身長155cm。血液型はO型。座右の銘「なせばなる!」。
公立の小学校出身。奇人変人ばかりの生徒会執行部内では一番の常識人。小学5年まで男子に混じってサッカークラブに所属するなど、運動神経は抜群。一方で中学受験で藤女に入学したわりに勉強は苦手。特に数学は絶望的で、計算に手の指を駆使するほど。料理も苦手で、マキの指導を受ける以前に作ったクッキーの出来栄えは「石？」（サヨ）「発掘したばかりの化石」（マキ）「クッキーという名の石炭」（レン）とまで言われるほど。性格は男勝りかつ男前で、意地っ張りで見栄っ張りで負けず嫌い、加えて人の期待を裏切れない性格。御転婆キャラ。他の生徒からは、裏で「ワイルドの君」という「男キャラ」のあだ名で呼ばれて憧れの的となっているが、本人は自分のワイルドな性格を気に入っている訳でなく、学内で（女生徒からの）匿名ラブレターを受け取ったときにはショックを受け、ショートだった髪を伸ばしている。また髪留めのゴムもそのデザインを毎回変えている。当初は「ワイルドの君」が自分につけられた呼称だと気づかず、むしろつけられている人物を哀れんでいたのだが、後にナナから「ワイルドの君」がリコ自身であることをバラされて大きなショックを受けた。一時期は「盛り髪」での登場が多かった。
生徒会長のマキが「恋愛の練習」と称し、抱き枕のダッキーを抱えてキスの練習をしていた所を目撃したことがきっかけでマキと知り合い、「『会長補佐』という名目だけで何もしなくていい」という条件付きで生徒会役員に加えられる。当初サヨ以外のメンバーには「モテモテで恋愛経験豊富」な「恋愛の達人」と思われていたが、実際には男勝りな性格が災いしてか失恋の連続で恋愛経験はなく、それを隠して漫画などで得た妄想上の恋愛指南をしては自分の首を絞めるような展開が続き、リコが恋愛下手なのを見抜いていたサヨにいじられたり真面目に忠告された際も負けず嫌いな性格が悪い方向に作用して否定したり誤魔化したり聞く耳を持たなかった。そのうち自己嫌悪に陥ることも多くなり、一連の嘘を謝罪しようとするも、意地っ張りの見栄っ張りな性格が邪魔をしてタイミングを失い、ついに他人の口から事実がマキにバレ、とうとう嘘をつき続けることも誤魔化すことも不可能な状況に陥ってしまう。最終的にマキが初期のころ、彼と知り合うきっかけのために作った住所入りハンカチを手掛かりにマキの家へ行き、そこでマキに一連の嘘を謝罪。マキはこれを受け入れ、後に他のメンバーも謝罪をして受け入れられている。
幼馴染みのナギに対しては、かつて告白され振った相手であるにもかかわらず、母親の話と昔のアルバムを見るまで名前すら忘れていた。最初はそのことに罪悪感を抱いていたが、その後のナギがムキになって言った一言に腹をたててしまい、互いに良くない印象を抱いてしまう。しかし、窮地に陥ったときに助けてくれたことや、彼のやさしい面を見ていく内に徐々に異性として意識していき、生徒会交流会での一件で自分はナギのことを好きなのだと自覚する。その後は生徒会メンバーの協力を経て積極的にアピールをするようになり、お互いの絆を徐々に取り戻してきた。そして合同文化祭においてかつての告白に気づけなかったことを謝罪するとともに「ヒデエ告白」（本人談）を敢行、結果的に形振り構う必要がなくなったと開き直ることができ、積極的に感情を伝えるようになった。後にナギが生徒会長になったことを知り、（学校間交流等で会う機会を増やすために）「今度はちゃんとした形で生徒会役員になる」ことを目標にした。
自宅は『みそララ』の主な舞台であるマース企画の近くにあり、藤女にはバスで通っている。
乙女リコ
自身が「ワイルドの君」などと女性に似つかわしくない男キャラ扱いされていたことに加え、自分の心情を理解してもらえなかったナナから指摘されたことにショックを受けたリコが意図的に演じて作り上げたエセ乙女（＝ぶりっ子）キャラ。別名「マイルドの君」。登場時には、いきなりの変貌により、生徒会を大混乱させた。髪の両サイドをリボンのついたゴム紐で縛っている。
手を挙げるときは力を加えずに脱力した状態で擬音を叫ぶなどリコにとって理想の（客観的には間違った意味での）「乙女」な行動をとり、あまりの違和感によって生徒会、特にサヨに悪寒を味わわせる。本人が言うには、これらの口調や仕草は恋愛研究時のマキをそのまま真似たものであるため、研究中の自分の姿を客観的かつ強制的に見せられたマキもショックを受けた。
マキオ（後述）の激甘セリフで口説かれるという憂き目の果てに一度は封印されたものの、ナギから「清楚に振舞うマキ」に好印象を持つという話を聞いてその封印は再び解かれてしまった。しかし再びナギに会った際に「全然合ってない」「中身通り男らしくしとけ」とダメ出しを受けたことから、彼をボコボコにした上で元に戻った。
その後、マキによる振る舞いの指導を受けた上で、他校との交流会では「エセ乙女」ではなく「清楚な中学生」を演じようとする。

真木 夏緒（まき なつお）
声 - 堀江由衣 / 赤﨑千夏
通称「マキ」。2年2組の女子生徒。生徒会会長。8月23日生まれ。身長154cm。血液型はB型。座右の銘「敢為邁往」。
もともとは副会長だったが、エノが職務放棄をしたために生徒会長に。
藤女幼稚舎から持ち上がりのお嬢様。小学校の時には既に児童会会長職をこなし、1年生時には書記を務める。2年生首席と学業優秀で教師からの信頼も厚く、清楚で美しい容姿と優雅でしとやかな立ち振る舞いから他生徒からは「藤姫様」と呼ばれて尊敬されている。料理も得意で（本人の言によればマグロの解体もできる）手先も器用と万能ぶりを示すが、絵心だけは致命的に欠けている。髪型は黒髪のストレートで、マキは「ぬばたまの髪」と称しており、これがリコのアンケートで男子に人気があるということがわかると、この点を重要アピールポイントにしている。マナーは幼少時から祖母や叔母などから厳しくしつけられており、洋菓子も食べる際に崩れやすいミルフィーユ一択で鍛えられていたが、食べ過ぎたため苦手になってしまった。
だが清楚な見た目とは裏腹に実際はかなりのボケキャラ。本人もそれを自覚しており、有能であると思われたり、言われることに喜びを感じている。
また、今まで恋愛経験どころか異性との関わり自体がほとんどなかったために、特に恋愛に対する妄想が激しい。生徒会活動は彼女の意向により通常の業務に加え、「恋愛の研究」および「恋愛の練習」を行なう場としているが、恋愛の考え方が独特で、時にとんでもない方向に行ってしまうことがあり、その度にリコやヤン（恋愛研究については知らないが）から突っ込まれる。さらに生徒会予算から恋愛研究用に「文化祭用」と称して学生服（学ラン）や各種衣装を購入するという一面も持つ。これらの「恋愛研究」に関係する部分は、マキ本人のイメージダウン防止、また校則で「異性との交際は禁止」となっていることもあり、教師や他の生徒には隠している。そのため、研究は生徒会室の内部のみでこっそり行われることが多い。フィクションに影響された妄想からスタートしている上に、「計算高い上に計算式も答えも間違う」（リコ談）マキの導く結論が突飛なものであるため、研究の成果はほとんど上がっていないに等しく、実際、現在のところ作中でマキがまともに会話できている「同世代の異性」はヤン、ナギおよびレンくらいである。なお恋愛以外のことに関しては常に冷静・的確な判断を下しているが、的確すぎてリコから「気持ち悪い」と言われることもある。
普段は怒ることは滅多にないが、本気で怒ると恐いようであり、常に強気の立場であるリコが怯え、口の悪いヤンに対して自分も言い返して彼に敗北感を味わわせたりしている。
「人の頼り方を知らない」ため、なんでも一人でやって（やろうとして）しまう性格で、リコ加入以前の生徒会活動は事実上彼女一人で行なっていた。人を頼ることができるようになった現在も、可能な限りどこもかしこも全力で取り組むため、リコやヤンは感心しつつも心配している。また、小学校時代から他人との友人関係を構築することもあまり得意ではなかった。お互いに親友だと認め合っているリコへの信頼は非常に高い。ただし馴れ合いの関係ではなく、リコのダメな部分に対してさり気なくキツいツッコミを入れることが多い。
興奮すると話の主語を省略するようになり、聞き方によっては大変恥ずかしい内容になる。上目遣いや流し目などの「目」の使い方が物凄い下手で見る者に恐怖を感じさせるほど。
有名下着メーカー「トゥルーツリー社（苗字である「真木」の直訳）」の令嬢で、自宅はとても大きな家だが、ある理由（真木正信の項参照）から、彼女の前ではランジェリーの話題は禁句となっている。
リコの幼なじみのナギに対してはすぐに嫌みを言うヤンとは対照的なやさしい一面に好印象を持っている。しかし、ナギへの感情はあくまで友達としてであり、リコがナギのことを好きと自覚してからは二人の仲を応援している。また、親しくなってからは女の子みたいで可愛いと想うなど、昔のリコと似た感情を抱いている。
最初は悪印象だったヤンに対しては「（ヤンの勘違いではあるが）名前で呼び捨てにされる」「初ツーショットを撮られる」「階段から落ちそうになったのを助けてもらう」など自分の恋愛妄想シチュエーションをクリアされまくること（初めて話をした男子もヤンである）で苦手意識と対抗意識を持つ反面、「成り行きで『自分がそうだ』と言いそびれているうちに『藤女生徒会長』へのほぼ手放しの賛辞を聞かされ続ける」「さんざんイヤミな態度を取られながら、最後の最後で褒められる」「自分の写真を見て微笑まれる」などの言動で顔を赤くするなど徐々に彼のことを意識していく描写が見られ、文化祭準備のころにはリコがヤンの（あるいはその逆の）ことを話したり、二人が親しく会話する光景を見る度に「のどに魚の小骨が刺さった感じ」になった。南中と藤女の文化祭の会議でヤンが自分の視線を逸らしたり、南中の生徒会書記の工藤に二人の仲を茶化された際にヤンが大げさに否定したことから彼に対して頑なな態度を取るが、後にその誤解も解消。その後は「自分ではヤンの欠点を論いながら、他者に同じようなことを言われると機嫌を損ねて擁護する」など、無自覚ながら彼に好意を抱くようになり、リコもそのことに気付いている描写がある。しかし、その言動は後に仇となり、共同文化祭の会場準備で偶然ヤンに聞かれてしまい、彼を傷つけてしまう。その後の合同文化祭本番でも感情が安定しなかったが「ヤンが南中の面々から評価されないことに苛立つ」「ヤンが評価されたことが『自分のこと』のように嬉しい」と気づいたことで彼への好意を自覚。ただしそれまで描いていた「理想の彼氏像」と正反対の性格であることから「今までの恋愛研究が全くの無駄に」と嘆いていた（リコには「それは最初からだ」とツッコまれた）。
マキマキオ
マキが学生帽・学生服を着て男装したキャラクター。ダッキーに着せる南中の学生服を予算で購入したことに怒ったサヨの入れ知恵によって誕生した。マキ自身の妄想力の具現化であるため、彼女の理想の男性像である「王子様キャラ」を完璧に演じきる。
初登場時には学業が苦手なリコにマンツーマンで勉強を教えるものの、王子系キャラが苦手なリコの趣味には合わなかった（ただしこれを逆用して「成績が上がらなければいつまでも付き纏われる」という恐怖心から必死に勉強させることには成功した）。一方でこのタイプが理想のエノやスズには好評であった。テストへの対策勉強中に「学内に美少年の幽霊が出没するらしい」という噂が流れるようになったため、テスト終了後はリコに「マキオ禁止」を命じられた。
このように封印されたはずの存在だったが、その後も度々登場。時に乙女リコを封印するための切り札として、時にサヨの彼氏の身代わりとして登場する。サヨの彼氏の身代わりとして登場した際にはマキとしてのロングヘアを短髪ウィッグの下に隠す進化形フォームで登場した。さらにはマキが自らの髪を後ろ手にアップにして一時的に演じる簡易版も存在する。その後「瞬時にマキオに変身し、すぐマキに戻る」ことまでできるようになる。

棚橋 鈴音（たなはし すずね）
声 - 新谷良子 / 水瀬いのり
通称「スズ」。1年2組の女子生徒。生徒会書記。1月6日生まれ。身長138cm。血液型はA型。座右の銘「一日一歩」。
ショートボブの髪型の眼鏡っ娘で、天然のドジっ娘。何もないところで転ぶのは日常茶飯事で「テニスでサーブを空振りし頭にボールがぶつかる」というベタなものから「チョコムースを作っていて足を挫く」という聞いただけでは因果が分からない（真相は「デコレーション型が作業台から落ちるのを受け止めようとして転んだ」）ものまで様々なドジを実践する。本人にも自覚はあり、交流会前に「（最大級にテンパったら）会場を破壊するかも」と発言したり、弓道部のデモンストレーションを「見学者に当ててしまうかも」と辞退するなどの描写がある。
もともと生徒会内では存在感が薄く、姿を見せずに仕事をこなすので「妖精」とリコに呼ばれていたが、ひょんなことからマキ達の「恋愛の研究」を知ることとなる。マキに「ドジの師匠」とされてからは生き生きとし始めた。実際マキがやると勘違いとわざとらしさも相まって恐怖すら覚える恋愛テクニックも、スズがやると可愛い仕草になってリコやマキを驚かせるが、サヨはそんなスズの仕草に悪寒を走らせるほど苦手にしており、エノも「スズってサヨの彼にちょっと似てるわ」と思っている。
学業優秀で1年生首席でもあるが、体育が苦手。中学からの入学で、学費は兄が半分出している。性格は純粋で一途。極度の人見知りかつ恥ずかしがり屋で、特に男子は苦手。注目されるとパニックを起こす。かつてボールが頭に当たって気絶した際、5人がかりで運ばれた経験があることから、体重や体型にコンプレックスを持っており、体重や体型絡みの話題になると人格が豹変し、ボソボソと呟く自虐キャラとなってしまう。なお、後述のモモとは体型ネタについて意気投合したりしている。以前からワイルドなリコに憧れていて、ワイルドのきみを略して密かに「ワキ」と呼んでいたが、本人の前ではリコ先輩と呼んでいる。
ハリセン作りが得意で、それをリコがマキへのツッコミの道具として使っているほか、サヨ専用のベニア板を仕込んだタイプや当たり具合が柔らかいタイプなどその域は職人レベル。兄は『みそララ』に登場する棚橋裕也。兄に似てやや変人、かつかなりの天然ボケなところがある。兄の超シスコンほどではないが、ブラコンを思わせる描写がある。なお兄の他には結婚した姉・牧野紘佳がいるが、もともとスズが生徒会書記に立候補したのは「これまで心配してくれた姉を安心させたい」思いからであった。
リコの弟であるレンに対しては、出会った当初は「リコと違い意地悪な人物」との印象を抱いていた。しかし、スズが悪口を言い返す言葉がうまく出て来ない際、それを察して悪口が出てくるまで待ってくれた、星見会で隠し撮りされているところを守ってくれた、夏祭りでリコ達とはぐれそうになったところを助けてくれた、彼女が手柄を立てたときに素直に褒めてくれたなど優しい態度を取られたこと、そしてそれらが（あくまでマキが本命である）レンの「格好をつけていない素の姿」であると理解することで、徐々に好意を抱くようになる。
テレビアニメ版の声優を担当した水瀬は、「もし受からなかったらこれで最後にしよう」という思いでオーディションを受けたと語り、これが初レギュラー作となった。
榎本 結子（えのもと ゆいこ）
声 - 広橋涼 / 佐倉綾音
通称「エノ」。3年1組の女子生徒。生徒会副会長。10月9日生まれ。身長152cm。血液型はA型。座右の銘「食べるために生きるな、生きるために食べよ」。
藤女幼稚舎からの持ち上がり。容姿・学力・人当たりなど全てにおいて「まずまず」な人物。チャームポイントは「砂糖菓子のようなふわふわの髪」。「結子の髪は砂糖菓子みたいだね」と褒められるのが夢で手入れは欠かさない。無意識に髪をたくし上げる癖がある。眉が幅1.5cmと他のキャラクターより太い（濃い）点も特徴。努力家で責任感も強く、面倒見も良いのだが、反面思い込みも強く、すぐに感情的になる（泣くことも多い）ため周囲からは誤解されやすい。後述する職務放棄のエピソードでも分かる通りツンデレの傾向があり、リコに内心で「現実のツンデレって面倒くせえよな」と呆れられている。
もともとは生徒会長だったが、当時副会長だったマキが仕事を一人で終わらせてしまうために仕事が全然回ってこないほどの能力や人気に嫉妬し、「だったらマキが生徒会長もやればいい！」と激昂して職務放棄。本心ではマキが困ったところで颯爽とフォローしようと考えていたのだがその機会がまったくなく、その後マキがリコを会長補佐に据えたことを「自分以外の人間を頼った」と誤解し激怒。元会計のサヨと組み「生徒会と各委員会による委員会集会の席上で生徒会が行なっていた『恋愛研究』を暴露し、マキを失脚させて自らは会長に復帰する」計画を企む。サヨの諌めにより計画を止めようとしたが手違いで作戦は実行されてしまい、さらに『恋愛研究』をしていたのが「生徒会会長」であることになっていたためリコに「『恋愛研究』をしていたのは（この時点ではあくまで会長代理の副会長である）マキではなくエノだ」と事実を曲げた発言をされ集中砲火を浴びる。だがエノは反論せず陰口の矢面に立ち、それがリコにエノを認めさせるものとなった。この騒動の後に和解。改めて副会長として生徒会に復帰する。
「恋愛研究」を口ではバカにしているが、恋愛に関する思考はマキと同レベルの「少女漫画脳」で内心はやる気マンマン。その様子を見ているリコからは、「実は仲良いだろう」と言われている。王道の（悪く言えばベタな）シチュエーションが大好きだが、それに浸りすぎて結果的に自分で台無しにしてしまうことが多く、王道が好きなはずのマキでさえ「めんどくさい」と感じてしまうことがある。理想の男性タイプは、マキ演じる「マキマキオ」のような王子様キャラ。スズも同じようなタイプが好きなため、意気投合することも多い。
裕福な家庭で育っており、典型的なお嬢様気質。叔父はテレビ局のプロデューサーをしており、彼が手がけたドキュメント番組「ドキュメント起業人」によって、マキの家の秘密を知ることになる。苦手なものは「車輪で走る乗り物」で、すぐに車酔いしてしまう。ただし自家用車のマイクロバスではなんとか平気。このバス酔いがきっかけでハルと「運命の出会い」をすることになる。ただし前述の少女漫画脳に加えて異性に免疫がないことから実際に会う機会ができるたび「妄想→赤面＆興奮→知恵熱でダウン」のコンボに陥るため、しばらくは面と向かってまともに会話ができなかった（交流会の時はお互い一方的にしか言葉を発しておらず、共同文化祭の準備会合でも会話はしていない）。後に偶然ハル個人のメールアドレスを知ることができ、兄のタブレットを使ってメールのやりとりができるようになったことで「リコとマキに比べて出会いの機会が少なかったにも関わらず、男子との仲が二人よりも進展している」状況になっている。
共同文化祭の会場準備で偶然2人きりになったことからようやっと会話が成立したが、その際にヤンへのコンプレックスをこぼすハルにかつての自分と同じ「優秀な後輩に嫉妬する」姿を見たことで頭に血が上ってしまい「人望では（自分より）恵まれている」という点を怒り交じりの言葉でぶつけてしまう。本人は「やっちゃった」と落ち込んでしまったがハルにとってはヤンに対するスタンスを変えるきっかけとなった。
水嶋 沙依理（みずしま さより）
声 - 渡辺明乃 / 大地葉
通称「サヨ」。3年1組の女子生徒。生徒会会計。2月4日生まれ。身長165cm。血液型はAB型。座右の銘「一銭を笑うものは一銭に泣く」。
白い真四角の太いフレームの独特な眼鏡をかけている。この眼鏡は小学校からの親友であるエノとの友情の証でもあるが、この眼鏡を調整に出して普通の眼鏡にした際にはリコに「メガネがウケ狙いじゃねぇ」、マキやスズには「メガネが普通」と言われた上、当のエノにすら「変なアレじゃない」とビックリされている。なお眼鏡を外し、髪を下ろした状態だと特徴が無くなってしまい、リコには「眼鏡が本体」と称されている。眼鏡以外は服装については「飾り気ないのがいい」（ただしリコからは「飾る気ないだけだろ」とツッコまれている）という以外にこだわりはなく、後述するデートの際も、男子のいとこから貰ったパーカーを平気で着ていくほど。スカートも制服以外皆無で、かつ制服スカートの下も短パン装備である。
常に冷静沈着だがお金に目がなく、ゲーム機の名前を呟きながら生徒会費を数える所を目撃したマキに「金銭管理を任せたらマズい」と誤解され生徒会を出入禁止処分にされた。エノに付き合わされる形で生徒会の秘密を暴こうとしたが、それは卑怯だと諌めエノを制止した。しかし手違いで『恋愛研究』は暴露され、リコの嘘により『恋愛研究』をしていた人間はマキではなくエノだということになりエノが責められることとなる。中傷はエノだけには収まらずマキも協力していたはずだとマキにも話がおよんだためリコが『恋愛研究』の弁護をし始めた際にはフォローをさりげない形で行い、結果的に恋愛研究はバレずに済んだ（恋愛研究は生徒の依頼のためということになり、趣味でしているのではないという意味）。エノが副会長として復職したついでに、自らも会計に復帰する。数字を「円」のつもりで計算するため、数学の成績は学年一である。身長は生徒会で一番高いが、バストに関してはスズに「胸がない同志」扱いされている（一応気にはしているらしく、スズにこのネタを振られると問い質すことがある）。
他のメンバーを生暖かい目で観察しており、頭の回転は速い。髪型はある人気漫画に登場するヒロインの女の子を模したお下げ髪だが、理由は「幼少時をこの漫画と過ごした者は、この髪型が一番かわいいと刷り込まれている」からとか。エノとは幼馴染の間柄で、現在でも榎本家の家族旅行に同行することがある。小学4年生の時、家の経済事情により公立小に転校、その後受験し藤女中に入り直した過去がある。
メンバー中ただ一人の彼氏持ちでありながら、恋愛には淡白。メールのやりとり（藤女は携帯所持禁止なのでPCを使用）こそしていたものの、交際半年記念日や誕生日などのイベントごとは全てスルー、それどころか直接会うことすら半年間まったくしなかった。その結果「通学路で待ちぶせしていい？」というメールが届いたことから観念して半年振りのデートに赴くが、その帰りにナナに現場の写真を押さえられ、それを理由に生徒会を辞めようとしたことがある。それ以後も交際は続いているようだが直接会うことはほとんどなく、学生服を借りる際も最初は送料相手持ちの宅配便で済ませようとした。ただし嫌っているわけではなく、むしろリコに告白（見方によってはノロケ）したように「直接会うと調子狂うから」極力会うのを避けているだけであり、ユウが他の女子と一緒にいる姿を見た時は、表面的にはいつも通りをであるものの心中は思い切り混乱していた。
交流会で面識を得て以来、エノの代わりとしてハルと会話する機会が増えたが、そのことでヤンに「（マキが言っていた）会長（ハル）に好意を抱いている藤女生徒会役員」だと勘違いされ、合同文化祭の場でその件についてヤンに問い詰められたこともあって、不本意ながらモモの画策で合同文化祭に来場したユウのことを「今カレ」だと公言するハメになった。
生徒会メンバーの弱点を良く把握しており、常に淡々とメンバーをからかう。持ち前の洞察力で、リコが実は恋愛初心者であることを早い段階で見抜いており、たびたびツッコミを入れるが、実はそれはリコに「本当のこと」を言わせるキッカケを与えるため。弱点として、1つ目は彼氏のユウ。2つ目はスズ(の純粋さ)。3つ目は乙女リコ。ベタ甘な状況も苦手で、エノにハルへの学生服返却に付き添ってほしいと頼まれた際にはリコ共々「そんな（王子と乙女の邂逅なんて）砂吐きそうな場にいたくない」と拒否したが、エノが知恵熱でダウンしたため代理としてハルと一対一で会う羽目になった。その際はエノの乙女発言を伝言させられたこととハルの王子キャラに中てられたことで調子を崩した挙句、偶然その場を通りかかったユウに止めを刺されてダウンした。
特技は「声マネ」。

### 南中の人物
公立の中学「夏原南中学校」に通う男子生徒。このうちナギとヤンはリコが受験の時に通っていた塾「いりきみ塾」の生徒でもある。
凪野 智史（なぎの さとし）
声 - 水島大宙
通称「ナギ」。リコの幼馴染の2年生。早生まれ（具体的な誕生日は不明）で身長は9月の時点でリコとほぼ同じ。幼いころは女の子のように可愛らしい顔で、今も笑うとその面影が出る。かつてリコからは「さっちゃん」と呼ばれていた。昔リコに告白したが振られたという苦い過去を持つ。部活動と並行して塾に通っており、普通クラスに所属。学力はリコとほぼ同レベルで、塾では最低ランクである。
かつてはリコの隣家に住んでおり、サッカークラブでもチームメイトであったが、小3の時に転校。それ以来、リコとはしばらく会っていなかった。数年ぶりに再会するが、当のリコが告白のことも含めて彼の存在を全く覚えていなかったことに腹を立ててスネる。リコが再び塾に通うことになり、クラスメートとなるが、ぎこちない関係はそのまま。ただしそれでもリコのことは意識しており、リコが泊まり込みで一緒に勉強したというマキオ（男装したマキ）を男性だと勘違いして嫉妬した。他にも彼女に何かあった際は助けたり、心配したり、他校の生徒がリコのことを褒めると不機嫌になったりしている。しかし、昔失恋したことを恐れて一歩踏み出せず、イマイチ進展が見られない。なお、友人のヤンも、模試会場での騒動により、「ナギがリコを好きだった」ことを知ることとなる。
マキとは面識はなかったが、彼女について「藤女一の美少女」という噂はナギにも伝わっていた。その後、塾でマキと対面するが、この時これまでの人生はその可愛らしい女顔のせいでほとんど男扱いされていなかった自分を「男」として扱ってくれたマキに好印象を持つようになった。ただし同時に異性に免疫のないマキのキョドった行動を見せられたため「すごくかわいいけど、すごく変」という印象に落ち着く（この際、若干引いていた）。それ以降はマキがナギを「リコが好きな人」「（どちらかといえば）同性の友達みたい」と認識したことから互いに普通に会話できるようになった模様。
交流会では初参加となる藤女生徒と近づきたい正規の書記・工藤の代理（ヤンの指名）としてこれに出席するハメになったが、清楚に振舞うリコを見て違和感を覚えてしまう。その後昼休みの事件の際に思わず発した一言は、リコがナギに対する好意を完全に自覚する決定打となった。
藤女体育祭での学ラン騒動では、「マキオ」に対する嫉妬から頑なな態度になってしまうが、最後には疑問を抱えつつ貸し出しに同意。返してもらう際に「マキオ」が男装したマキのことであったと知り恥をかくが、同時にリコからはじめて「男」だと言われたことをうれしく思っている。
南中文化祭でクラス発表『スノーホワイト 腹黒姫と7人のチャラ男』の王妃役に抜擢され、好評を博したため合同文化祭での発表演目にされる。文句は言いながらもいざ本番となれば全力であたったその姿は誰が見ても「声がちょっと低い以外は完璧な女子」「間違いなく会場内で一番の『美少女』」であった。
人当たりが良く気遣いもできるのでクラスでも人気がある（ただし女子にはモテているというよりもイジられキャラ扱いされているらしい）。その「人当たりの良さ」を活かして文化祭の準備の際にアンケート回収などに協力してきたことから、ヤンに事後承諾で文化祭実行委員に推薦されてしまい、ヤンのイヤミを苦手とする実行委員長の身代わりで生徒会との連絡役にされている。さらにヤンとハルから次期生徒会長にと目され、1月（単行本14巻）からは南中の生徒会長になっている。
池澤 雅臣（いけざわ まさおみ）
声 - 松岡禎丞
通称「ヤン」。眼鏡をかけたクールな2年生。生徒会の副会長。有能で頭がよく、真面目で責任感も強いのだが、その分他人（特に「口ばっかりで努力が足りない」タイプ）に対する評価は厳しい。きちんと努力し結果を出した者に対しては正当な評価をするのだが、その時も物言いにいちいちイヤミが混じるため「性格に難あり」と思われがちである。
小学校時代、周囲がさじを投げた藤女中を目指すリコの受験勉強の面倒を最後まで見てその合格に貢献、そのため現在でもリコからは文句を言われながらも信頼されている。ヤンもリコに勉強を教える姿（当時の塾生曰く「魔王がオカンに見える」）が周囲との関係を改善するきっかけになったことを内心感謝しているのだが、このときリコにつけられた「ヤン」という変なあだ名が定着してリコだけでなく他の塾生や塾長にまで広がり、果ては進学した南中でもそう呼ばれるようになってしまったことには不満を感じている。私立中学の入試には合格しており、リコも「てっきり私立の中学に行くと思っていた」のだが、家庭の経済的事情でこれを諦めざるを得なくなり、南中に進むこととなった。
リコの付き添いで塾に付いてきたマキと知り合うが、男性免疫ゼロのマキにイライラさせられて怒鳴ってしまう。後に自身の入塾準備として「いりきみ塾」の見学にやってきたマキと再会するが、その際に名前を「夏尾マキ」と勘違いしてしまい、苗字のつもりで「夏緒」と呼び捨てにしてしまったことで、（誤解ではあるが）恋愛妄想のひとつであった「男子から初めて名前で呼び捨て」をされたマキが思いっきり動揺してしまい大騒ぎになってしまった。その後、マキが入塾することで三度再会するが、その時の出来事からお互いに最悪な相手と認識し合うようになる（なお塾のクラスは「特進コース」で、彼とマキと2人のみ在籍する）。
マキ入塾後は彼女の「自分と同レベル（あるいは認めたくないがそれ以上）に優秀な姿」と「自分の理解の範疇を超えるアホな姿」に触れ続けた結果「わけのわからないところはあるが優秀（後に本人に対しては『とびきり頭のいいアホ』と表現している）」という認識に変わっていった。だが交流会の際にそれまでのマキの話で「（マキも含めて）変わり者である面々をまとめる相当優秀な人物」と想像していた藤女の生徒会長が当のマキ本人だったと知り困惑。質疑応答の場ではイヤミを多分に含ませた質問攻めをしたものの、交流会後の階段の一件で泣きながら「ごめんなさい」を連呼するマキの姿に思うところがあったのか和解する。
当初からマキに対しては「なぜかイライラする」と虚心でいられない状態だったが、2学期以降は徐々に意識している。ただし優秀であるがゆえに色々考えすぎた挙句自爆するという性向と、マキが恥ずかしさから好意表現を回りくどくしたり余計な言葉を加えてしまうことから、互いに相応の好意は持っているのに変なところですれ違うという関係が続いている。ちなみにこの二人は「仕事」を間に挟むと非常に相性が良く、互いに協力するとテキパキ進む。それ以外の場面では口論に発展することもあるが、自覚の有無に関わらず互いの特徴は理解しており信頼関係も強い。
友人であるナギに対しては、自分のイヤミを適度にスルー（第三者へのイヤミに対してはフォロー）できる稀有な存在として内心で高く評価しているが、その分交流会や文化祭において本人の意思を確認せずに無茶振りをすることがある。
原作では、眼鏡を外した素顔が描かれたことは一度もない。しかし、アニメでは、ストーリー展開の都合により、眼鏡を外した素顔が明かされた。
戸田 悠（とだ はるか）
通称「ハル」。南中生徒会会長。3年生。初登場は4巻だが、この時は氏名や顔は明かされていなかった。一人称は「僕」だが会長就任前は「俺」だった。
エノが行きがかりでバスに乗ってしまい、気分が悪くなった際に助けるが、今すぐバスを降りたいと運転手に頼む際、本当のことを言ってしまうと彼女が恥ずかしい思いをすると察して「僕ウンコしたいんです!!」と言ってバスを降りた。エノは内心「私もしたいみたいじゃないの」と思うも、別れ際にエノの髪を「ふわふわのお菓子みたい」と言い、この台詞に憧れていたエノに強い衝撃を与えた。この話を聞いたリコは、以後彼のことを『ウンコ王子』または『ウンコ』というあだ名で呼ぶようになったが、エノは普通に「戸田くん」と呼んでいる。
交流会でエノと再会。当初エノは勝手に「運命の再会」とときめいていたが、その後の彼の発言のせいで態度を硬化。しかしサヨのフォローもあってその発言は誤解だったことがわかり、交流会後にはかなり無理やりな形ながら、エノは望みであった「彼とのツーショット写真」の撮影に成功する。
ヘタレな性格で事務処理能力もあまり高くないため、いろいろな面で多少ズレた行動をしたりツッコミを受けたりすることが多い。ただし本人なりに誠実かつ真面目であること、また普段から周囲の人間をたてたり相手の立場や名誉を損なわないような配慮をしており、その結果として自分が低く見られることもあまり意に介していない節があるので南中生徒からの人望は厚く、副会長であるヤンも苛立ち交じりに「無能な人格者」と評価している。もっとも本人は「周囲（特にヤン）と比較して事務処理能力の低い自分」について悩んでおり、合同文化祭の準備で思わずエノにそれをこぼしてしまい怒られるが、それをきっかけにエノ同様「放っておくと無理してでも自分で全部やろうとしてしまう『優秀な後輩』を支える」ことが自分の役割だと理解する。
思うところを一般的にはかなり恥ずかしい内容であってもためらいなく口にする天然の王子キャラでもある。その威力は、ナギの一件で治まらなかったリコの赤面を苦手意識で相殺し、体育祭の学生服着用でテンパっていたエノの乙女心を内ポケットに忍ばせた手紙で爆発させて気絶に追い込み、知恵熱で寝込んだエノの代わりに学生服返却に来たサヨに託した伝言で彼女に悪寒を覚えさせるほど。またヤンも自分のイヤミ含みの言動を青春ドラマ的な「いい話」に解釈される上に、それが事実であるかのように吹聴されることが多いため部分的に苦手意識を持っている。
卒業後はイギリスに留学の予定。図らずもサヨの「UK（ウンコ）だけにUK（イギリス）留学？」というネタが現実になった。
工藤 智也（くどう ともや）
男子。南中生徒会書記。交流会に出席する際に友人達から藤女の生徒会の写真を要求されて安請け合いしたためにヤンにクビを宣告される。ハルの取り成しでクビこそ免れたものの、言動が災いして交流会には出席できなかった。急なことだったため出席者名簿の変更ができずにナギは交流会での自己紹介時に工藤を名乗るハメになり、結果的に彼の氏名が明らかになった。ある意味間接的にではあるがリコが「観念」する原因となった人物。
文化祭時期のストーリーでも書記として登場。交流会前のことを懲りた様子はなく、相変わらずヤンに「問題を起こすのでは」と危惧されている。

### 新聞同好会
サヨを宿敵として付け狙っている藤女の生徒2人組。生徒会の活動を密かに探っているが、生徒会メンバーにはバレバレである。もともとは「新聞部」だったが、会計であるサヨに部活動費の増額を要求したところ却下され、その日のうちに同好会に格下げ、部室も没収されてしまっている（その後は放送室の間借りを経て、生徒会の倉庫を部室として使わせてもらうようになる）。昨年度の新聞コンクールでは夏は入賞、冬は選外に終わる。翌年（作中の現在）は同好会となったことでコンクールへの参加資格がなくなったが、マキが大会事務局に参加許可を求める文書を送った結果、特別に参加が認められ、その夏のコンクールでは見事に大賞を獲得している。
生徒会とは敵対関係から協力関係へと移行し、生徒会の設置した「目安箱」に対する生徒の質問（主に恋愛関係について）への回答手段として「裏新聞」を製作することを提案する。この「裏新聞」の試作原稿のタイトルで、「恋愛ラボ」の文字が作中で初めて登場する。
2人で生徒会の話を盗み聞きすることが多く、生徒会室のドアが開くとポージングして生徒会の前に登場する。その後、リコの友人で元新聞部員のミカが加わり、3人で行動するようになった。
南 桃香（みなみ ももか）
声 - 秋奈
通称「モモ」。3年4組の女子生徒。お下げ髪にぽっちゃりした感じの顔つきが特徴（スズとは「ポッチャリーズ」というくくりで紹介されることもある）。いつもニコニコ、冷静だが、腹黒いところも。また「無意味かつ悪シュミな冗談」が好き。サヨとは小学校（公立）の同級生だが、同じ班になったことがある程度の面識。「部」への復帰を目論むナナとは違い、「同好会」では「楽しく新聞を作れればいい」と、それほど「部」への固執はない様子。
同好会では記事執筆を担当。オリジナル小説を書くのが趣味で、新聞では生徒会がまとめた「恋愛研究の成果」を小説風にして紹介している。一方で、絵心はマキと同レベルという惨状。ただしナナだけはモモへの心酔から下手だと感じていない。
市川 奈々（いちかわ なな）
声 - 日高里菜
通称「ナナ」。2年1組の女子生徒。褐色の肌にショートカットというボーイッシュな外見が特徴の女の子。だがその活発そうな見た目に反し、高いところに上ると降りられず、学年一の鈍足と運動神経は鈍く、同じタイプのスズとのやりとりは「モタモタ選手権」と称されるほどで、モモにも「見た目と運動神経がつりあってないなあ」と思われている。声が大きく、空気の読めない迂闊な性格で、いつもモモにたしなめられている。コンクールで選外となったのは自分の実力不足のためと思い込んでおり、リベンジのため再度「部」への昇格を目論んでいる。
（同好会格下げの原因である）サヨを宿敵と言っているが、サヨはなぜ宿敵扱いされているのか理解していない上、初対面呼ばわりされた。同好会では写真撮影を担当しており、デジカメで彼女がサヨとその彼氏のツーショットを撮影したことがきっかけで、生徒会・教師をも巻き込む大問題になってしまう。サヨ以外の生徒会メンバーと男子のツーショット現場にも偶然出くわすことが多く、こっそりスクープ写真を撮っていたりする。その後、スズの兄から「学校でのスズの様子を隠し撮りすること」という条件で、古い一眼レフカメラを譲り受けて使用している。被写体の人物が一瞬見せる表情を捉えるのがうまい。リコに「ワイルドの君」の正体を明かした人物でもある。
桐山 美花（きりやま みか）
声 - 諏訪彩花
通称「ミカ」。2年3組の女子生徒。連載初期（1・2巻）では「リコのクラスメートで、彼女が生徒会入りする前からの友人」として登場。作中では長らく名前が判明しておらず、4巻でようやく通称が示され、8巻でフルネームが判明した。リコに負けず劣らずお嬢様学校の生徒らしくない砕けた性格でリコの非モテぶりもよく知っている。その指摘が原因でマキは一時的ではあるが恋愛研究を止めてしまっている。
作者コメントによれば「友達に対する独占欲が薄い、サバサバした性格」。ピアノ・ダンス・絵画とその教室に通っていたが、熱しやすく冷めやすいという飽きっぽい性格のせいでどれも長続きせず、親から「藤女では部活動をすること」を厳命されたため「なるべく楽をしよう」と新聞部に入部。同好会降格時点で「部じゃないから」と退部するが、裏新聞を製作する同好会を手伝うこととなりモモ・ナナと行動を共にすることが多くなった。執行室入室時にはポーズをとるという嘘を2人から教えられている。なお同好会では小学校時代に通っていた絵画教室での経験を生かして新聞のデザインを担当する他「リコの過去を教える」などしている模様。本心かどうかは不明だがリコに対し「ナギが好みのタイプ」と発言したこともある。描写は少ないが、リコ・マキ同様に「いりきみ塾」に通っている。
なお、リコの呼び方は原作では「倉橋」だが、アニメでは「リコ」としている。
園部 陽菜子（そのべ ひなこ）
通称「ヒナ」。1年2組の女子生徒で、スズのクラスメイト。初出は1巻だが、名前が明らかになったのは9巻。テレビアニメでは氏名表記のないモブキャラクター扱い。
入学式直後、自己紹介時にキョドりまくったスズのサポートをして以来仲良くなり、彼女を支えている。ひとりっ子だが、スズに対して「まるで妹ができたみたい」な感覚になっている。
部活は当初はハンドメイド部に所属していたが、生徒会執行部（スズ）が関与する裏新聞への関心から新聞同好会に興味を持ち、体育祭では部外者の立場ではあるが取材の手伝いを行なう。文化祭でも後述の友人と取材手伝いを行なった後、2人とも正式に同好会入りを申し込む。これにより、再び「新聞部」になる可能性が浮上する。
スズのクラスメイト
名は不詳。ヒナの友人で細い目の女子。彼女とともに新聞同好会入りを申し込む。

### 同作者の他作品からのゲスト
9巻収録の番外編（EPISODE.5）では、みそララの主要キャラクターがほぼ全員登場している。それ以外のゲスト出演について触れる。
棚橋 裕也（たなはし ゆうや）
声 - 内山昂輝
スズの兄（片親違い）。作中では彼女から話される性癖などの点において、エノの兄（後述）と同様にリコから色々な面でツッコまれている。
4巻収録の「スズの幼少時の回想」では自分の発言が原因で彼女が好きだったキャラクター「となりのトロロさん」に登場する「犬バス」ならぬ「兄バス」に扮することになる。
本編では7巻、8巻、9巻および12巻に登場。また2巻の「リコが想像する『合コン』の図」や10巻のおまけにも登場している。
牧野 紘佳（まきの ひろか） / 棚橋 紘佳（たなはし ひろか）
声 - 早見沙織
スズの姉（裕也とは違う方の片親違い）。この作品での初登場は上記の回想の話。妹バカを発揮する兄に対抗して自らも「姉バス」に扮するが、最後は兄と共同で妹を喜ばせようとする。
入学式や体育祭などの学校行事の際は兄とともに藤女に押しかけることが多い。なおこの兄姉は「スズが交流会に参加する」と聞き「緊張のあまりに、転んでもいいように」と心配し、ある漢字一文字入りの短パンを履かせている。
合同文化祭でレンと遭遇。スズと親しげに接しはするがまったく女子として見ていない姿に「付き合うのは許せないが、スズが異性として扱われていないのもそれはそれで何かムカつく」と複雑な感情を抱く。
麦田 美苑（むぎた みその）、米原 梨絵（よねはら りえ）
モブキャラクター。2巻収録の「リコとマキのショッピング」で彼女たちの会話を立ち聞きし、「最近の中学生はスゴい…」と衝撃を受けたり、2巻の「リコが想像する『合コン』の図」などに登場している。
なお美苑はその後藤女100周年記念冊子の制作を請け負い、取材に訪れる。恋愛研究のことを知り同調してくれるが、同時に自身の恋愛体験の経緯を逆に取材されることに。
河合 住子（かわい すみこ）、篠原 タエ（書生カフェ「金華庵」のオーナー）
モブキャラクター。藤女100周年記念式典に、藤女OGとして参加している。

### 生徒会メンバーの家族
スズの家族については# 同作者の他作品からのゲスト、みそララ#登場人物も参照。
倉橋 蓮太郎（くらはし れんたろう）
声 - 寺崎裕香
通称「レン」。リコの弟で小学6年生。フラレっぱなしのリコとは対照的に小学生ながらモテるが、後述する理由から異性、特に同世代に対しては基本的に冷淡。
生意気盛りで、男勝りな姉を間近で見てきており女性というものに全く幻想を抱いていなかったが、ある時家に遊びに来たマキに一目惚れし、以降は彼女へのアプローチに余念がない。藤女が主催する「星見会」に「小学生以下の兄弟も参加可能」となったことで無理矢理参加（本当の目的はマキに会いたいため）するが、姉に「スターダスト・レン」と命名されてしまい、マキにもこう呼ばれてショックを受けてしまう。その後もマキに対する興味は失っていないが、クリスマスの時に家に来たマキのとんでもない髪型にダメージを受けるなど「現実」に向き合わされることも度々ある。またやはりクリスマスの時に「唐突に現れた天使に唐突にフラれた」ことでもダメージを受けている。
スズに対しては普段から「チビ」「チビ助」呼ばわりで、顔を合わせる度に何かしら言ってしまいショックを与えてしまう。だがその一方で、星見会の時に「普段のスズの様子を知りたい」とスズ兄から頼まれて彼女を盗撮していたナナから身を挺して守ろうとする、新聞同好会が撮影した写真をスズが預かってスズ兄へ届ける時に一緒に同行するなど、徐々に接近しつつある。本人にとってはあくまでマキが本命であり、スズのことは友人（時には幼児）扱いで異性としては意識していないが、逆にそのためか異性間として考えると過剰なコミュニケーションをとってしまうことがあり、無自覚にスズ側の意識を強化しつづけている。また（やはり何とも思ってないためか）スズのことは長所・短所とも客観的に見ているため、評価を聞いていたリコは「スズのことはよく理解してるんだなあ」と感じている。
倉橋 由美子（くらはし ゆみこ）
声 - 亀井芳子
リコの母で、初登場は単行本2巻。名前が初めて明かされたのは9巻。
男勝りのリコにいつも手を焼かされており、お嬢様学校である藤女に入学したことで変わってくれることを期待している。リコが男にモテないこともお見通し。レンが母に見せたリコのテストの結果を見て「いりきみ塾」にもう一度通うように命じる。ナギの親とは家族ぐるみで付き合いがあり、リコが知らないナギのメアドも知っている。
リコの父
声 - 樫井笙人
名は不詳。顔出し程度でほとんど出てこないが、レンに「うちの家系は毛根が弱いのか」と問われた時に動揺していた。
真木 正信（まき まさのぶ）
声 - 楠大典
マキの父。有名下着メーカー「トゥルーツリー社（アニメでは「True Tree」）」を一代で築き上げた社長。ランジェリーには思い入れがあり、エノの叔父がプロデューサーとして製作に関わったドキュメント番組の中で、とある女優の言葉である「私の体はワインでできてる」を準えて「私の体はランジェリーでできている」と言った上、ランジェリーがテーマの自作の歌「寝ても覚めてもランジェリー」を歌う。マキはこの件を「真木家の黒歴史」として嫌がり、さらに追い討ちをかけるように、マキが年頃になった際に開発した自社製品で、リコも愛用していたファーストブラの商品名を、娘の名前「夏緒」の直訳である「サマーリボン」と命名する。そんなこともあってマキはランジェリーの話を禁句としており、しばらくの間、エノとサヨはこのネタでマキをからかっていた。
マキの家庭教師が結婚で辞めるのを機に塾に通わせようとする。もともと「男子がいるから」という理由で彼女を塾に行かせることは反対だったが、後述する夏帆の言葉が原因で態度を一変させる。ただしその後も子離れはできていないらしく、花火大会の時には終了時刻より早い門限を設定し迎えに来た（花火の余韻で男子と「いい雰囲気」になるのを避けるためでもある）。
なお妻（=マキの母）は作中にほとんど登場していないが、これは東京にある本家にいることが多いため。
真木 夏帆（まき なつほ）
声 - 福原綾香
マキの姉で、藤女高校2年生。
やや中性的な容姿の美人である上に「ワイルドの君」の要素も持ち合わせており、小学生のころから「カッコいい」と人気が高かった（エノ曰く「凜々しくて優しくて有能」「私の憧れ」）。高校内での非公式ミスコンである「藤姫」にも選出されており、これは妹のあだ名の由来にもなっている。
マキの勉強部屋にあった「恋愛研究ノート」を見てしまい、父親に「妹の『恋愛への憧れ』が突飛な方向に肥大化している。このままでは口のうまい男に騙される…」との危惧を示した。その後、妹から「恋愛研究」についての話を全て聞き出し、リコのこれまでのアドバイスについては「至極まとも」と指摘している。
どこもかしこも全力なマキとは正反対に、オフの時にはかなり気を抜いている。また恋愛に対する認識も正反対で、マキと同様に幼稚園のころから藤女一本で過ごしてきたにも関わらずまともな認識をしているので父親から疑問を持たれている。
妹同様に、トゥルーツリー社には彼女の名前を直訳した「サマーカイト」というジュニア向け水着ブランドが存在する。なお、顔は長らく不明のままだったが、第11巻にて明らかになった。アニメでは初登場時から顔が描かれている。
エノの兄
声 - 杉田智和
「エノ兄」とも称される。名前は不明で、年齢はエノより10歳年上。本編よりも、単行本収録の「おまけ」に登場する機会が多い。
定職に就かずにネットゲームにハマっており、面識のあるサヨには「無職のスネかじり」と罵られ、兄もサヨが苦手である。ネットゲームにハマっていることからネット上の友人は比較的多いらしく、2巻のおまけで恋愛相談に関連するアンケートに協力したことが語られている。なおこのとき欲しいものとして答えたのは「高スペックPC」。
とにかくだらしのない兄であるが、妹のエノとの関係は良好で、兄を「兄様」と呼んで慕っており、兄もエノと話す際は自身を「兄様」と言い、兄が無職である理由もエノは「自分探しの途中」と良い意味にとっている。だが、兄の「好きな女の子の椅子のにおいを嗅いだことがある」「パンチラに遭遇すると神を信じるようになり、女の子が天使に見える」「スパッツの空気読めなさにはガッカリする」などと言い放った際にはさすがに目を背けられたり、失望させてしまっている。また、兄はエノが幼少時に何かといじめていた過去があり、その弁明で「自分は俺様ドS系がカッコイイと思っていた。でも俺は本来はMなんだよな、優しくするっていうか下僕になる勢いで」などと熱く語った時は、エノがサヨに「兄様、もうダメかもしれない」と打ち明けると、サヨは「何をいまさら」と返す。マキを通じてエノがハルから借りた学生服を着てしまい拒絶された時は、その学生服をコスプレ目的で購入したものと勘違いして「兄様もセーラー服が買いたいくらい大好きだ」と宣言し、再び拒絶された。これら彼のフェティズムや発言等の大部分は、兄の発言を問題と感じることが少ないエノを通じて生徒会メンバーに伝わっており、それを聞いたメンバー、主にリコからダメ兄の烙印を押されてしまっている。
その一方で妹思いの面もあり、エノの幼少期に車酔いでグズるエノに、兄が自分の家の車だけ、車酔いにならない魔法をかけてあげたり、誕生日プレゼントをすぐに見つけて楽しみを半減させてしまうために「宝探し」の要領でそれを見つけさせようとさせていた。エノの15歳の誕生日に、サヨからの依頼で生徒会が用意したバースデーDVDにハルが登場して動揺する彼女を見て「自分以外に惚れている男がいる」ことを知った彼は、その成長を微笑ましく思う一方で自分の成長のなさを自覚して「そろそろハロワ行こうかな…」と考えるようになる。
基本的に目は描かれてない（アニメでも目は描かれなかった）。初めて目が描かれたのは第10巻の特別編。また5巻収録の「特別編」では中2当時の顔が描かれている。妹同様、眉毛が濃い。
リコの祖父
リコの父方の祖父。故人。9巻に登場。
小学校時代のリコがレンと共によく家に遊びに行っており、近くにある藤女へ通学する女子生徒を見ては「眼福眼福」とうなるなど、リコにとっては「愛すべきエロじじい」な存在。リコが興味を持った言葉や物事に関する知識をユーモアを交えつつ与えてきたため、彼女の語彙は「ストックホルム症候群」「塞翁が馬」など同世代の子供よりも豊かになった。
病に倒れ、余命が長くないことを悟ってもなお頑張って生きようとする姿勢はリコに「自分も頑張って藤女を目指す」という決意を与えるが、受験の前日に容態が急変。リコの藤女合格の報せを待たず息を引き取ったが、彼の残した言葉は現在のリコに多大な影響を与えた。
スズの母
10巻のおまけに登場。スズが焼いたクッキーは上手にできたのだが、その代わりにぶっ壊れてしまったオーブンを見てげんなりする表情は、レンをして「（リコが焼いた時の）俺と同じ顔」と云わしめている。

### その他
山崎 佑（やまざき ゆう）
声 - 村瀬歩
通称「ユウ」で、サヨの彼氏。彼女が公立小学校に転校した際にクラスメートになった。学校の掃除で他の男子と雑巾がけ競争をした際、よそ見をしたユウが、誤ってサヨのスカートの中のお尻の部分に顔を突っ込んでしまい、その償いとして「慰謝料として、クラス替えまでおやつを自分に渡すこと」という契約書を書かされた。この時から、たびたび2人で会話するようになる。
小学校の卒業式の日に、思い切ってサヨに告白するが、この時は、あっけなくフラれてしまう。中学進学後、エノとサヨが2人でいたときに、サヨから声をかけられ、再会する。この時、エノとも顔見知りになる。その後、一方的にサヨに交際を申し込み、彼女は根負けして付き合い始めることとなった。存在が明かされた時点で交際歴半年だがデートというデートもしておらず、それどころか最後に会ったのも半年前（つまり交際開始以降、サヨの項で述べられたデートの時まで直接会ってもらえていなかった）という有様。藤女では携帯電話の所持が禁止されているため、主にパソコンのメールで連絡を取り合っている。バスで約15分、隣町の大里市在住。
エノの兄曰く「生粋のM」。とにかくポジティブ思考で、サヨのシビアな対応もひたすらポジティブに捉えてしまうという徹底振り。8巻のおまけで、ハルの発言で悪寒を感じていたサヨにトドメをさしたことをはじめとしてサヨのペースを乱すこと多々。
なお3巻ではマキがユウの顔を知られていないことを利用して彼に扮し、サヨの窮地を救った。
2巻でのサヨの発言により、すでにその存在自体は明らかとなっていた。初出は3巻だが、この時は後ろ姿のみの登場。初めて顔がしっかり描かれたのは9巻である。
立花（たちばな）
声 - ブリドカットセーラ恵美
3年6組の女子生徒。放送部部長。初登場時は放送室前に設置したリクエストボックスに寄せられた恋愛相談について対処法を考えようと生徒会室を訪れている。
普段はおとなしいが、マイクを持つと人格が変わる。体育祭では意図的な言い間違いを連発してリコに「あいつ降ろせ」とツッコまれるが、借り物競争ではノリノリの実況を見せたためマキからは「この実況私の好みですわ」と賞賛される。
杉原 雅（すぎはら みやび）
声 - 新井里美
藤女の女性教師。エノ・サヨの担任で元新聞部顧問。性格はズボラで、なぜか常に空腹である。字が汚い。ゲーム好きでサヨとよく対戦するが、負けると本気で怒る。生徒に対しては基本的には放置するタイプだが、規律にうるさい他教師と比べて生徒に理解を示している。「狭いところで寝転がる」ことが趣味で、新聞同好会の部室のソファの裏でくつろいでいたところに、同好会の会話によって「生徒会の恋愛研究」を知るところとなり、弱みを握られた生徒会は杉原が担当していた「星見会」の企画を丸投げされてしまった。
坂上（さかがみ）
声 - 氷上恭子
藤女の女性教師。48歳。数学担当。風紀指導を担当しており、リコにとっては天敵。藤女とその伝統に強い誇りを抱いており、サヨの彼氏バレの際には厳しい態度を取る。その一方で体育祭の時に天ヶ崎が仕込んだ悪ふざけを承知の上で見逃したり、生徒会執行部が何事か画策しているのを悟りながらある一線を越えない限り黙認するなど、単なる堅物ではない一面ものぞかせる。体育祭の応援合戦でマキマキオから白いバラを受け取った際には、顔を真っ赤にしていた。
桂木（かつらぎ）
声 - 達依久子
藤女の女性教師で生徒会顧問。マキに全幅の信頼を置いており、生徒会長復帰を相談に来たエノに対してやんわり断りを入れている。結構アバウトなところがある。公式ガイドブックでは「柏木」としていた。
吉田 佳恵（よしだ よしえ）
声 - 浅川悠
藤女の女性教師で、リコの担任。放送部顧問を担当しており、「特別放送」の申請書が提出されていない件をリコに問いただしたが、英語のテストの成績を上げることを条件に放送を黙認した。
天ヶ崎 春香（あまがさき はるか）
藤女の女性教師で、スズの担任。ふんわりとした人物で、言葉の語尾が軽い。入学式初日からスズを助けたヒナに「フォローしてあげてね」と声をかけた。
アニメでは「マキに見とれる教師のひとり」というモブキャラのひとりとして登場しているが、セリフはない。
ダッキー
声 - 赤﨑千夏（ノンクレジット）
マキが恋愛の練習用に理想の男子像を描いた自作抱き枕で、カバーに学生服姿の少年を描いているが、その顔は「もじゃもじゃ頭・どんぐりマナコにたらこ唇」と下手。サヨにその存在を知られた際に、スズが「ダッバーン・ダバダバ男爵」と命名したのをきっかけに、リコは「伯爵」、マキは「侯爵」、サヨは「公爵」と呼ぶがこれらの名称はほとんど定着しなかった。「ダバダバ」はスズが食事中にソースをかけすぎた際に家族が、『11PM』のテーマを口ずさみ、それが頭の中から離れなくなってしまったため。マキが生徒会費からこっそり着服・横領して購入した学生服（後に南中指定のものと判明）を着させたりもしている。
アニメではマキの妄想相手として擬人化するシーンがある。また、歩行器に乗せて生徒会のミーティングに参加させるなど、原作よりも登場機会は多い。
入君 辰巳（いりきみ たつみ）
声 - 桜井敏治
「いりきみ塾」塾長。マキの父とは以前からの知り合い。在籍生徒のことは親しみを込めて名前で呼ぶ。大らかな性格で、ヤンも最初はあだ名で呼んでいた（後に「雅臣さん」に変わる）。マキとヤンの仲を暖かく見守っている。小学校時代のリコの勉強の面倒をヤンに命じたのも彼。
生徒への思いやりが強く、花火大会時には授業を早めに打ち切るなどしている。
モブ男子
南中に通っている眼鏡・黒髪・薄目の3人組の男子生徒。学年はナギやヤンと同じ2年生。女の子にモテることを夢見ており、自分達より「線数」が多いナギとヤンを羨んでいる。一時的に線数が増えてモブを卒業した薄目を怒ったことも。
なおこのうち1名の「口が菱形のキャラ」は村山（むらやま）という名前であることが11巻で判明。3人は文化祭での劇として『白雪姫』をアレンジした『スノーホワイト 腹黒姫と7人のチャラ男』なるストーリーを作り、劇の終了後は藤女の新聞同好会の取材を受けて悦に浸っていた。
モブ女子
声 - 白川愛実、平山笑美、岡純子ほか
アニメオリジナルキャラクター。藤女の生徒が特定のモブキャラクターとしてコンビを組んで、幾度か登場している。
新入生モブ
第1話冒頭でリコに助けられたコンビ。第2話、第9話にも登場（白川・平山が担当）。
生徒会特別放送のモブ
第5話の生徒会特別放送の時に登場したコンビ。同話終盤のプリント持ち帰り話にも登場（岡・平山が担当）。
廊下のモブ
いつも生徒会執行部室前にいるコンビ。ほぼ全話に登場（キャスト不明）。リコのファンらしく、彼女が通りかかる度に目をハートにして萌えている。

相談者
声 - 秦佐和子
委員長集会でのサヨの「生徒会は、投書をした、ある一生徒のために恋愛研究をしている」という発言から、生徒会の目安箱に自身の恋愛の悩みを投書する。この彼女の行動が生徒会に大きな影響を与えることとなる。

## 用語
藤崎女子中学校
通称「藤女」。学校法人名は「藤崎女学園」。幼稚園（幼稚舎）から高校まで（大学以上は不明）備える女子教育の名門。作中で創立100周年を迎えた。マキの家がある「夏原市」に所在する。校則は非常に厳しく、男女交際は禁止（仲良く話をしていただけでも問題視される）で下校時の寄り道・買い食いも禁止。さらに携帯電話の所持も禁止されている。穏やかな性格の女子が多いが「ワイルドの君」であるリコのファンが増えたことで彼女の真似をする生徒も増え、リコのスカートから落ちたファンレターでそれを知ったレンがショックを受けていた。
制服は緑色のブレザータイプで、スカートの袖やストッキングなど2本のラインがアクセントとして使われている。制服のモデルとなった学校は特にないとのこと。
給食時は全校生徒が「給食棟」に移動して食べている。
私立ゆえに生徒の居住地が広範囲であり、バス通学者もいる。リコとスズはICカードを所持。
夏原市立夏原南中学校
通称「南中」。ナギ・ヤン・ハルが通う公立中学。藤女から徒歩10分。
いりきみ塾
学習塾。藤女とリコの家の間に位置する。ナギが通うようになったのはリコの母が「リコを藤女に合格させた奇跡の塾」とナギの親に紹介したのがキッカケだとか。
アニメでは看板のマークに「まんがタイムコミックス」のものがそのまま使われている。
交流会
夏休み中に夏原市内の中学の生徒会メンバーが集まり、各校の自己紹介などを行なう。藤女は初の参加となった。
体育祭
藤女創立以来続く伝統行事で、作中での大会が第100回となった。各学年の1・4組が「赤組」、2・5組が「白組」、3・6組が「黄組」の3チームに分かれ、得点を競う。各組の応援団長は生徒会から選ばれることも恒例となっており、赤組はエノ、白組はマキ、黄組はリコがそれぞれ務めた。

## 書誌情報

### 単行本
- 宮原るり 『恋愛ラボ』 芳文社〈まんがタイムコミックス〉、全15巻[12]
  1. 2008年3月22日発行（3月7日発売）、ISBN 978-4-8322-6619-3
  2. 2009年1月22日発行（1月7日発売）、ISBN 978-4-8322-6706-0
  3. 2009年7月22日発行（7月7日発売）、ISBN 978-4-8322-6757-2
  4. 2010年1月10日発行（2009年12月26日発売）、ISBN 978-4-8322-6807-4
  5. 2010年11月21日発行（11月6日発売）、ISBN 978-4-8322-6904-0
  6. 2011年10月22日発行（10月7日発売）、ISBN 978-4-8322-5008-6
  7. 2012年12月7日発行（11月22日発売）、ISBN 978-4-8322-5134-2
  8. 2013年7月19日発行（7月4日発売）、ISBN 978-4-8322-5202-8
  9. 2013年9月20日発行（9月5日発売）、ISBN 978-4-8322-5221-9　
    - この巻のみ、全編ストーリー形式。

  10. 2014年9月20日発行（9月5日発売）、ISBN 978-4-8322-5318-6　
    - この巻より装丁が『河合荘』と同じ担当者となり、ロゴや表紙デザインが変更される。

  11. 2015年8月22日発行（8月7日発売）、ISBN 978-4-8322-5407-7
  12. 2016年11月22日発行（11月7日発売）、ISBN 978-4-8322-5531-9
  13. 2017年9月22日発行（9月7日発売）、ISBN 978-4-8322-5621-7
  14. 2018年11月22日発行（11月7日発売）、ISBN 978-4-8322-5727-6
  15. 2020年1月22日発行（1月7日発売）、ISBN 978-4-8322-5776-4
- 恋愛ラボ電子特装版 - 連載時のカラー原稿、まんがタイムスペシャル表紙、おはなしあやちゃん、描き下ろし等を収録、電子書籍限定全5巻

### 関連書籍
特記ないものは全て芳文社より発行。
- 『恋愛ラボ公式ガイドブック』2013年8月21日発行（6月17日発売）まんがタイム2013年8月号増刊
  - 本編のダイジェストを中心に、作者とアニメ監督の対談やキャラクター設定画などを掲載。
- 『恋愛ラボ 8.5巻』2013年8月22日発行（8月7日発売[12]）、ISBN 978-4-8322-5217-2
  - コミックス購入特典イラストなどの未収録原稿、初期設定画集、ゲスト作家によるアンソロジーを収録。まんがタイムコミックス扱い。
  - イラスト参加 - 甘詰留太、石黒正数、瀬田ヒナコ、谷川史子
  - アンソロジーコミック参加 - あらたまい、えのきづ、おーみや、遠山えま、晴瀬ひろき、水月とーこ、宮成樂、柳原満月、むんこ（特別ゲスト）
- 『恋愛ラボ 設定資料集』2013年9月26日発売（ムービック発行）
  - TVアニメの設定資料。ムービック通販とアニメイト店頭扱いのみ。
- 『恋愛ラボ 〜恋愛研究レポート〜』2020年9月7日発売[12]、ISBN 978-4-8322-5801-3
  - 本編完結後を描いたスピンオフストーリーや、書き下ろし漫画が収録されている。

### その他
台湾では『戀愛研究室』のタイトルで東立出版社より2013年12月に単行本第1巻が発売されている。

## ドラマCD
2009年12月23日発売。
- 品番：FCCC-0168
- 製作・発売元・販売元：フロンティアワークス
- 製作協力：ジェネオン・ユニバーサル・エンターテイメント
- 初回プレス特典：乙女リコ&マキマキオ書き下ろしステッカー

担当声優
主要担当声優は上述。ここではそれ以外のキャラクターについて記す。
- 女子生徒1 - 寺本來可
- 同級生 - 平田真菜
- 教師1 - 葉山いくみ

この他、作者の宮原も「ガヤ」として参加している。
スタッフ
原作 - 宮原るり『恋愛ラボ』（「まんがタイムコミックス」芳文社刊・まんがホーム連載）
脚本 - 白瀧由裕
演出 - 関根奈美
録音 - 成田一明
音楽 - 広瀬充寿
音響効果 - サウンドワークス
音響制作 - ドリームフォース
エグゼクティブプロデューサー - 及川武（フロンティアワークス）
プロデューサー - 松澤博（フロンティアワークス）
内容
全て原作のエピソードを取り入れたオリジナルシナリオで構成されている。
- 第1話 藤崎女子中学校生徒会
- 第2話 恋愛研究の日々……
- 第3話 必勝必殺のお勉強術♪
- おまけその1 ご乱心・ワイルドの君
- おまけその2 目安箱からのメッセージ
- おまけトラック（出演声優が「理想のデート」を語る）

## テレビアニメ
2012年11月にテレビアニメ化が発表され、2013年7月から9月まで『アニメイズム』B2ほかにて全13話が放送された。『まんがタイム』系列としては初のアニメ作品となる。内容は原作単行本の第4巻までで、第5巻のエピソードも一部含む。
放送直前の6月24日には、独立局を中心に同時期放送開始の『きんいろモザイク』（『まんがタイムきららMAX』連載）とのコラボレーションとして、芳文社本社に巨大看板が掲示された。
キャッチコピーは、「わたしたち、テレビアニメでも恋愛研究します！」。

### スタッフ
- 原作 - 宮原るり（芳文社「まんがタイムスペシャル」連載）
- 監督 - 太田雅彦[16]
- シリーズ構成 - あおしまたかし[16]
- キャラクターデザイン - 中島千明[16]
- プロップデザイン - 高野綾、尾尻進矢、松本恵
- 美術監督 - 鈴木俊輔[16]
- 色彩設計 - 真壁源太[16]
- 撮影監督 - 伊藤邦彦[16]
- 編集 - 小野寺絵美
- 音響監督 - えびなやすのり[16]
- 音楽 - 三澤康広[16]
- 音楽制作 - アニプレックス
- プロデューサー - 鳥羽洋典、桜井嗣治、南寛将、遠藤哲哉、金庭こず恵、鎌田肇、丸山博雄
- アニメーション制作 - 動画工房[16]
- 製作 - アニプレックス、芳文社、AT-X、電通、ムービック、動画工房、MBS

### 主題歌
オープニングテーマ「恋愛（ラブ）したいっ!」（第1話 - 第12話）
作詞 - ENA☆ / 作曲・編曲 - y0c1e / 歌 - 藤女生徒会執行部（沼倉愛美、赤﨑千夏、水瀬いのり、佐倉綾音、大地葉）
- オープニング曲パートの無い第13話では使用せず。
- 恋愛経験がほとんどない主要人物の心境を歌った勢いのある曲に仕上がっており、各パートを生徒会のメンバーがそれぞれ担当している。
- BD/DVD第1巻特典CDに収録。5名のソロバージョンを含む。
- オープニングアニメーション： 絵コンテ・演出 - 大隈孝晴 / 作画監督 - 天﨑まなむ / 総作画監督 - 中島千明

エンディングテーマ「Best FriendS」（第1話 - 第13話）
作詞 - ENA☆ / 作曲・編曲 - 千葉"naotyu-"直樹 / 歌 - 藤女生徒会執行部（沼倉愛美、赤﨑千夏、水瀬いのり、佐倉綾音、大地葉）
- 生徒会メンバーの友情がテーマになっている。
- BD/DVD第2巻特典CDに収録。5名のソロバージョンを含む。
- エンディングアニメーション： 絵コンテ・演出 - 大隈孝晴 / 作画監督・原画 - げそいくお

挿入歌「寝ても覚めてもランジェリー」（第4話・第11話）
作詞 - 宮原るり / 作曲・編曲 - 三澤康広 / 歌 - マキの父（楠大典）
- 第5話・第6話予告のBGMとしても使用。
- 歌詞前半は原作第2巻で既に登場しており、後半の部分はテレビアニメ化に際して継ぎ足す形で作られた。『三焦』を表現するために全身全霊を傾けた熱唱とし、歌詞にもあるように「五臓六腑に染みわたる」彼のランジェリーへの思い入れを歌い上げている。
- BD/DVD第3巻特典CD（オリジナルサウンドトラックvol.1）に収録。

### 各話リスト
| 話数 | サブタイトル                  | 脚本           | 絵コンテ       | 演出       | 作画監督                                                   | 総作画監督      |
| ---- | ----------------------------- | -------------- | -------------- | ---------- | ---------------------------------------------------------- | --------------- |
| #01  | 出会ってしまった二人          | あおしまたかし | 太田雅彦       | 太田雅彦   | 中島千明、高野綾                                           | 中島千明        |
| #02  | 恥ずかしがり屋とクールと変態? | 子安秀明       | 三原武憲       | 矢野孝典   | 大田謙治                                                   | 尾尻進矢        |
| #03  | 宣戦布告のサヨとエノ          | 杉原研二       | 太田雅彦       | 荒井省吾   | 天﨑まなむ                                                 | 高野綾          |
| #04  | 恋愛研究再開!と思ったら……     | 鴻野貴光       | 畑博之         | 矢花馨     | 菊永千里                                                   | 尾尻進矢        |
| #05  | こちら藤女恋愛放送局          | あおしまたかし | 太田雅彦       | 藤原佳幸   | 吉田奏子、渡邉祐記 尾尻進矢、天﨑まなむ                    | -               |
| #06  | 最低伝説リコ                  | 子安秀明       | 三原武憲       | 高橋おさむ | 青山まさのり、松尾真彦                                     | 高野綾 中島千明 |
| #07  | いざ倉橋家!                   | 杉原研二       | 矢花馨         | 越田知明   | 本田敬一                                                   | 高野綾 中島千明 |
| #08  | ワイルドな君へ……              | 鴻野貴光       | 三原武憲       | 福本潔     | 尾尻進矢、吉田奏子 菊永千里、高野綾 Kim Hee-gang           | -               |
| #09  | その笑顔が……                  | あおしまたかし | 太田雅彦       | 荒井省吾   | 天﨑まなむ、狩野正志 尾尻進矢、菊永千里                    | 高野綾          |
| #10  | よりぬき生徒会（撮り下ろし）  | 子安秀明       | 誌村宏明       | 守田芸成   | 辻智子、上竹哲郎                                           | 中島千明        |
| #11  | 恋愛ラボ?                     | 杉原研二       | 三原武憲       | 矢花馨     | 菊永千里                                                   | 尾尻進矢        |
| #12  | ずっと友達でいてくださいね    | 鴻野貴光       | おざわかずひろ | 藤原佳幸   | 吉田奏子、高野綾                                           | -               |
| #13  | その手を重ねて                | あおしまたかし | 太田雅彦       | 荒井省吾   | 天崎まなむ、伊藤大翼 尾尻進矢、吉田尚人 市原圭子、立口徳孝 | -               |

次回予告は第7話予告（第6話後放映）まで30秒、以降は15秒に短縮（後半15秒を『キルラキル』番宣に振り替えたため。なお、ネット配信版およびMBS公式サイトを除く各公式サイトでは30秒バージョンを公開しているが、MBS公式サイトで公開されているのは15秒バージョンのみだった）。

### 放送局
| 放送地域   | 放送局       | 放送期間                | 放送日時                     | 放送系列 | 備考                                                                                 |
| ---------- | ------------ | ----------------------- | ---------------------------- | -------- | ------------------------------------------------------------------------------------ |
| 近畿広域圏 | 毎日放送     | 2013年7月5日 - 9月27日  | 金曜 2:05 - 2:35（木曜深夜） | TBS系列  | 製作局                                                                               |
| 関東広域圏 | TBSテレビ    | 2013年7月6日 - 9月28日  | 土曜 2:25 - 2:55（金曜深夜） | TBS系列  |                                                                                      |
| 中京広域圏 | 中部日本放送 | 2013年7月6日 - 9月28日  | 土曜 3:10 - 3:40（金曜深夜） | TBS系列  | 8月10日は放送休止、8月17日に#06と#07を2話連続放送 放送エリア内の岐阜県は作者の在住地 |
| 日本全域   | AT-X         | 2013年7月13日 - 10月5日 | 土曜 20:00 - 20:30           | CS放送   | 製作局 リピート放送あり                                                              |
| 日本全域   | BS-TBS       | 2013年7月14日 - 9月22日 | 日曜 0:30 - 1:00（土曜深夜） | BS放送   | #01 - #11                                                                            |
| 日本全域   | BS-TBS       | 2013年9月29日           | 日曜 0:00 - 1:00（土曜深夜） | BS放送   | #12と#13を2話連続放送                                                                |

| 放送地域 | 放送局             | 放送期間                 | 放送日時           | 放送系列   | 備考                                           |
| -------- | ------------------ | ------------------------ | ------------------ | ---------- | ---------------------------------------------- |
| 日本全域 | ニコニコ生放送     | 2013年7月14日 - 9月29日  | 日曜 22:30 - 23:00 | ネット配信 | 9月29日は#12と#13を2話連続放送                 |
| 日本全域 | ニコニコチャンネル | 2013年7月14日 - 9月29日  | 日曜 23:00 更新    | ネット配信 | 最新話1週間無料 9月29日は#12と#13を2話同時更新 |
| 日本全域 | バンダイチャンネル | 2013年7月21日 - 10月13日 | 日曜 12:00 更新    | ネット配信 | 最新話1週間無料                                |

ニコニコ生放送では、2013年6月23日の20:00 - 21:00に『『恋愛ラボ』放送直前特番「藤女特別校内放送!」』が生配信された。

### BD / DVD
| 巻 | 発売日         | 収録話          | 規格品番     | 規格品番     | 規格品番  | 特典CD                                                |
| 巻 | 発売日         | 収録話          | BD限定版     | DVD限定版    | DVD通常版 | 特典CD                                                |
| -- | -------------- | --------------- | ------------ | ------------ | --------- | ----------------------------------------------------- |
| 1  | 2013年9月20日  | 第1話           | ANZX-9161/62 | ANZB-9161/62 | ANSB-9161 | OP「恋愛したいっ!」                                   |
| 2  | 2013年10月25日 | 第2話 - 第3話   | ANZX-9163/64 | ANZB-9163/64 | ANSB-9163 | ED「Best FriendS」                                    |
| 3  | 2013年11月29日 | 第4話 - 第5話   | ANZX-9165/66 | ANZB-9165/66 | ANSB-9165 | オリジナルサウンドトラックvol.1                       |
| 4  | 2013年12月27日 | 第6話 - 第7話   | ANZX-9167/68 | ANZB-9167/68 | ANSB-9167 | 書き下ろしドラマCD第1巻「藤女恋愛放送局出張版」       |
| 5  | 2014年1月31日  | 第8話 - 第9話   | ANZX-9169/70 | ANZB-9169/70 | ANSB-9169 | オリジナルサウンドトラックvol.2                       |
| 6  | 2014年2月28日  | 第10話 - 第11話 | ANZX-9171/72 | ANZB-9171/72 | ANSB-9171 | 書き下ろしドラマCD第2巻「よりぬき生徒会（撮り残し）」 |
| 7  | 2014年3月28日  | 第12話 - 第13話 | ANZX-9173/74 | ANZB-9173/74 | ANSB-9173 | オリジナルサウンドトラックvol.3                       |

### ラジオ
2013年6月から2014年3月まで、『恋愛ラボRADIO』（ラブラボラジオ）のタイトルでMROラジオ、ぎふチャン、HiBiKi Radio Station（ネット配信）にて放送された。パーソナリティーは倉橋莉子役の沼倉愛美と真木夏緒役の赤﨑千夏。全42回。地上波で放送する2局では放送開始前にCMも流され、MROラジオで放送されている『ちあきのあにまにあ』でもこの番組の宣伝を2週に渡って行っていた。
アニメ終了後も放送は継続され、2013年10月からはMROラジオの放送対象地域である石川県と同様に地上波での放送がなかった沖縄県のRBCiラジオでもネットされた。
なお特別編が2014年6月3日にHiBiKi Radio Stationにて配信された。

#### ゲスト
- 水瀬いのり（第4回・棚橋鈴音役）
- 大地葉（第8回・水嶋沙依理役）
- 佐倉綾音（第12回・榎本結子役）
- 宮原るり（第13回・『恋愛ラボ』原作者・事前収録）
- 秋奈（第17回・南桃香役）
- 南成江（第37回おまけ・アニプレックス宣伝プロデューサー）

#### スタッフ（ラジオ）
- 構成 - 伊福部崇（アトミックモンキー）
- ディレクター - 日比野収
- プロデューサー - 高橋鉄平（響ミュージック）、川幡亜努（北陸放送）
- エグゼクティブプロデューサー - 源田雅己（響ミュージック）
- 企画・制作 - 響ミュージック・北陸放送
- 監修 - アニプレックス
- 制作協力 - アニプレックス、動画工房、アーツビジョン、81プロデュース、ソニー・ミュージックアーティスツ、アイムエンタープライズ、ヴィムス、アトミックモンキー、岐阜放送

#### 放送局（ラジオ）
| 放送地域 | 放送局                 | 放送期間                      | 放送日時               | 放送系列   | 備考                                                    |
| -------- | ---------------------- | ----------------------------- | ---------------------- | ---------- | ------------------------------------------------------- |
| 岐阜県   | ぎふチャン（岐阜放送） | 2013年6月16日 - 2014年3月30日 | 毎週日曜 24:00 - 24:30 | 独立局     | 制作協力 原作者在住地 radiko聴取に限り東海3県で聴取可能 |
| 石川県   | MROラジオ              | 2013年6月16日 - 2014年3月30日 | 毎週日曜 25:00 - 25:30 | JRN・NRN   | 企画・制作                                              |
| 日本全域 | HiBiKi Radio Station   | 2013年6月18日 - 2014年4月1日  | 毎週火曜 更新          | ネット配信 | 企画・制作 おまけコーナーあり                           |
| 沖縄県   | RBCiラジオ             | 2013年10月5日 - 2014年4月5日  | 毎週土曜 24:00 - 24:30 | JRN        | 第16回より放送                                          |

#### ラジオCD
響ミュージックより発売。各巻にラジオ未放送の撮りおろし回を収録。1巻は2013年8月の、2巻・3巻は同年11月の番組イベントで先行発売。
| 巻 | 発売日         | 収録回          | 規格品番  | 撮りおろしゲスト |
| -- | -------------- | --------------- | --------- | ---------------- |
| 1  | 2013年8月28日  | 第1回 - 第6回   | LOLA-0001 | 大地葉           |
| 2  | 2013年12月4日  | 第7回 - 第13回  | LOLA-0002 | 佐倉綾音         |
| 3  | 2013年12月25日 | 第14回 - 第21回 | LOLA-0003 | 水瀬いのり       |
| 4  | 2014年2月26日  | 第22回 - 第31回 | LOLA-0004 | イベントDVD      |
| 5  | 2014年6月25日  | 第32回 - 第42回 | LOLA-0005 | ロケDVD          |

## ゲーム
きららファンタジア
ドリコムによるスマートフォン向けのアプリゲーム。『まんがタイムきらら』シリーズのキャラクターが多数登場するクロスオーバー作品。
2021年6月9日より、「まんがタイムレーベル」コラボとして本作と『大家さんは思春期!』・『小森さんは断れない!』のキャラクターがゲーム内に登場した。